# ماري مورساوا
ماري مورساوا (بالإنجليزية: Marie Morisawa)‏ ‏ (1994-1919) هي عالمة أمريكية في مجال مورفولوجيا الأرض، كان لها دور كبير في النهضة التي حصلت في هذا المجال في عقد عام 1950، حيثُ درست ماري مورفولوجيا الأرض الخاصة بالأنهار ومناطق الصدع النشطة والصفائح التكتونية ومورفولوجيا السواحل، بالإضافة إلى دراست المَخاطر الجيولوجية.
وُلدت ماري في 2 نوفمبر عام 1919 في مدينة توليدو في ولاية أوهايو الأمريكية، وتوفيت نتيجة لحادث سير في 10 يونيو 1994.